# Секст Помпей (консул 14 року)
Секст Помпе́й (лат. Sextus Pompeius, ? — після 30) — державний діяч Римської імперії, меценат, консул 14 року.

## Життєпис
Походив з роду нобілів Помпеїв. Син Секста Помпея, консула 35 року до н. е. У 8 році був імператорським легатом-пропретором Македонії. У 14 році його обрали консулом разом з Секстом Аппулеєм. Після смерті Октавіана Августа підтримав Тиберія. У 20—21 роках брав активну участь у засіданнях сенату. У 27—30 роках був проконсулом провінції Азія. Цього часу час товаришував з Германіком. Після 30 року про нього немає відомостей.
Також Секст Помпей відомий як меценат, що підтримував поетів Овідія та Валерія Максима.